# Radkarte
Radkarten zählen zu den mappae mundi und zeichnen sich durch die kreisrunde Darstellung der damals bekannten Welt aus. Aus diesem Grund können die im Mittelalter weit verbreiteten TO-Karten als Modifikation der Radkarten gesehen werden.

## Allgemeines
Gemäß der Bibel (und auch antiken Quellen) wurde die bekannte Welt „im Erdkreis“ vorgestellt (O-Form). Da die Arbeiten von Mönchen ausgeführt wurden, werden derartige Darstellungen auch Mönchskarten genannt.
Die Karten sind fast durchwegs geostet (Osten ist oben), in der oberen Kreishälfte befindet sich Asien und meist auch das Paradies, unterhalb liegen Europa und Afrika. Mit der Errichtung des christlichen Königreichs Jerusalem ändern sich insofern die Karten, als das Heilige Land den Weltmittelpunkt einnimmt.
Die berühmte Weltkarte des Andreas Walsperger kann als Radkarte bezeichnet werden.

## TO-Karten
Isidor, Bischof von Sevilla, versuchte mit seinem Werk Etymologiae das gesamte aus der Antike stammende Wissen zu sammeln und zu bewahren. Im Kapitel de natura rerum findet der Betrachter eine Weltkarte, auf der die Erde vom Weltmeer umgeben ist. Zwei Flüsse, Don und Nil, und das Mittelmeer teilen die Landmasse T-förmig in die drei Kontinente Europa, Afrika und Asien.
In einer Textstelle des Gelehrten heißt es:

“Orbis a rotunditate circuli dictus, quia sicut rota est […] Undique enim Oceanus circumfluens eius in circulo ambit fines. Divisus est autem trifarie: e quibus una pars Asia, altera Europa, tertia Africa nuncupatur.”

„Der [Erd-]Kreis wird nach der Rundheit des Kreises benannt […] Darum wandelt der diesen umfliessende Ozean in Grenzen eines Kreises. Er wiederum ist dreifach geteilt: Von denen der eine Teil Asien, der andere Europa, der dritte Afrika genannt wird.“

Der Buchstabe T, Tau, ist gleichzeitig Symbol des Universums. Der Florentiner Leonardo Dati schreibt über die Dreiteilung in seinem Gedicht La Sfera folgendes:

„Un T dentro a uno O monstra il disegno Come in tre parte fu diviso il mondo“

„Ein T innerhalb eines O zeigt uns das Bild, wie die Erde in drei Bereiche geteilt war.“

Die T-förmige Dreiteilung und die kreisrunde, also O-förmige Darstellung der Erde sind für die Bezeichnung „TO-Karten“ verantwortlich. Häufig wurden sie als kleine Textabbildungen in Psalter eingefügt. Mit den Kreuzzügen ab 1100 wurden jedoch die Inhalte der Karten umfangreicher, und entsprechend größere Darstellungen entstanden.

## Bilder berühmter Radkarten
- Hereford-Karte,
13. Jahrhundert
- Ebstorfer Weltkarte,
spätestens um 1300
- Radkarte
„nach Isidor von Sevilla“,
aus Jean Mansel,
La Fleur des Histoires, Handschrift, Valenciennes,
1459–1463

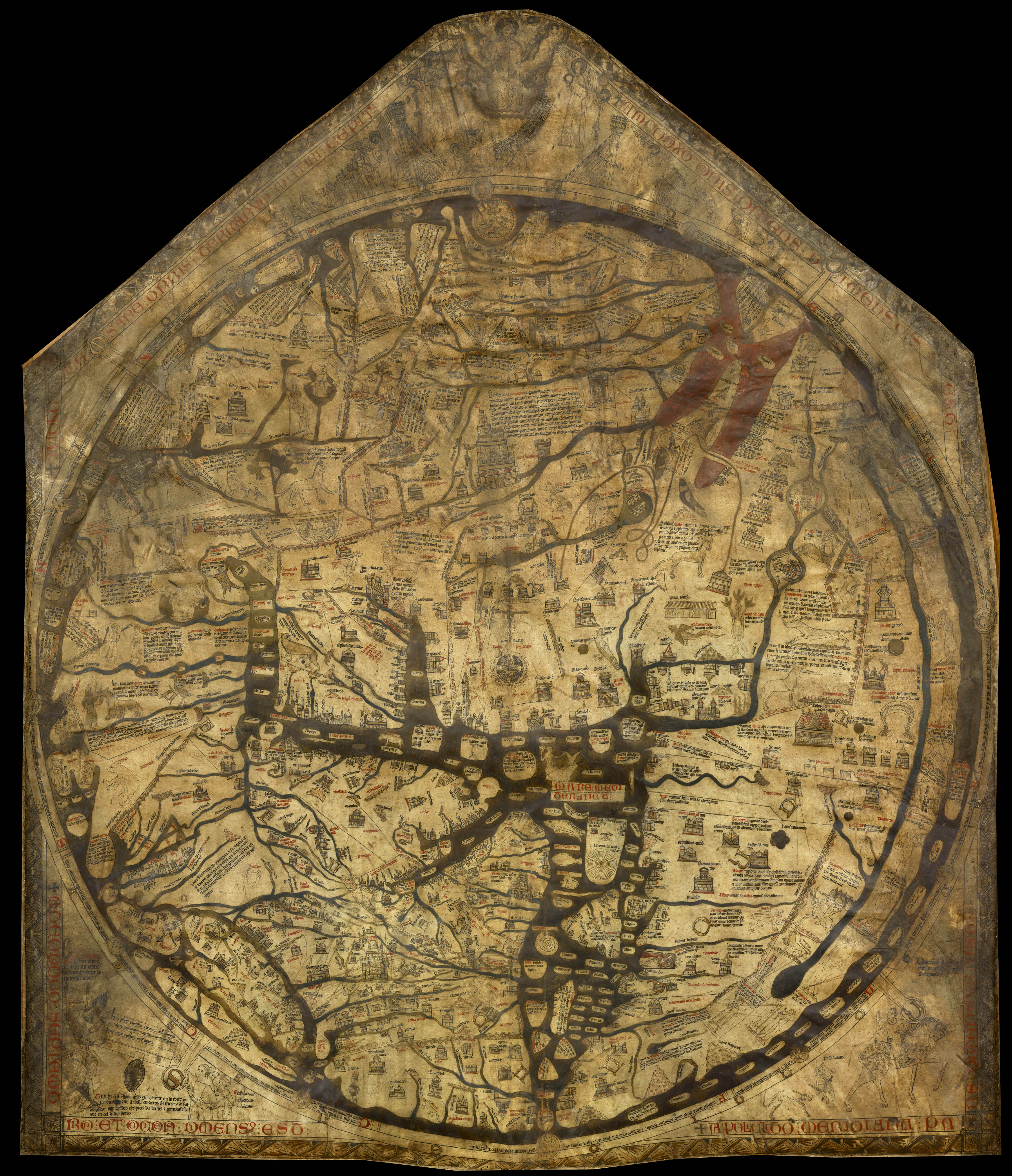
Hereford-Karte, 13. Jahrhundert
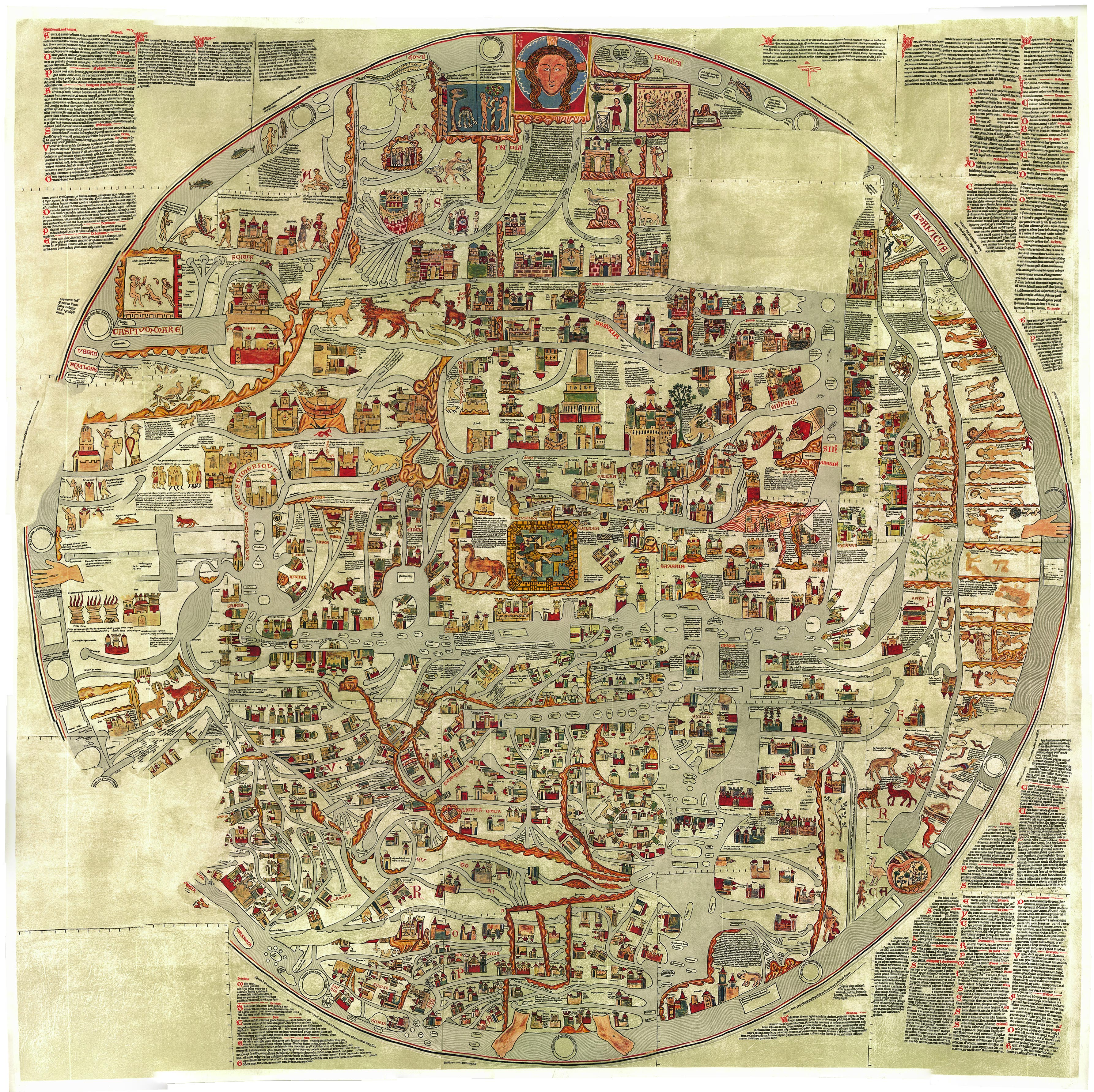
Ebstorfer Weltkarte, spätestens um 1300
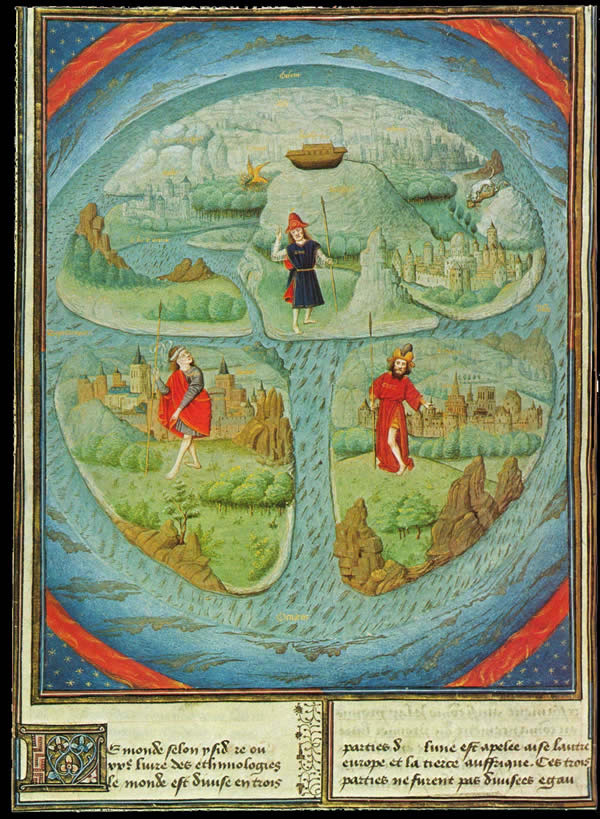
Radkarte „nach Isidor von Sevilla“, aus Jean Mansel, La Fleur des Histoires, Handschrift, Valenciennes, 1459–1463
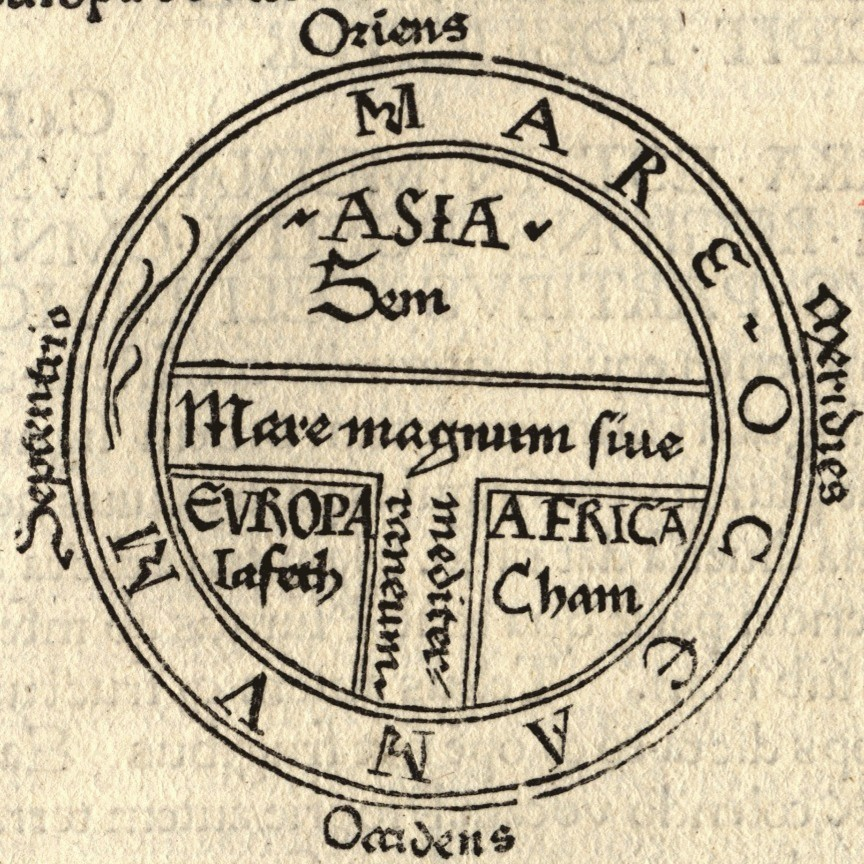
Radkarte aus Isidor von Sevillas Etymologiae, Erstdruck Günther Zainer, 1472
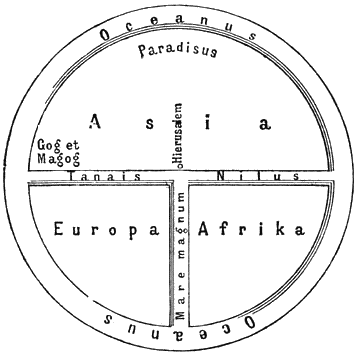
Schema nach Meyers Konversationslexikon, 1888, überarbeitet (geostet wie im Mittelalter)
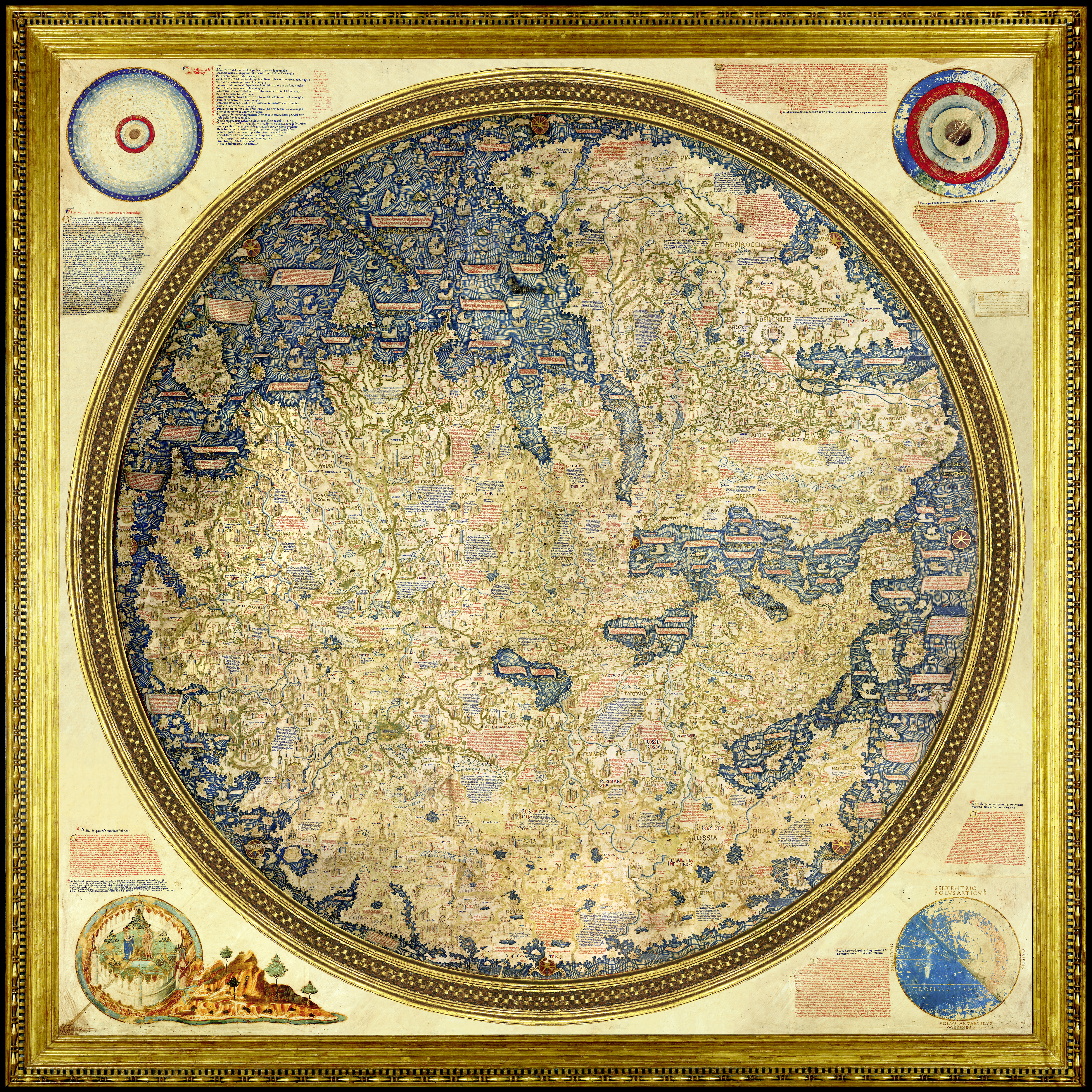
Fra Mauros Weltkarte von 1459